# Objaw Kazem-Beka
Objaw Kazem-Beka, zespół Kazem-Beka – objaw w badaniu przedmiotowym opisany po raz pierwszy przez Aleksieja Kazem-Beka, charakterystyczny dla tętniaka przedniej ściany lewej komory serca. Polega on na obecności tętnienia widocznego  na obszarze o średnicy 5–6 cm, w drugim oraz trzecim międzyżebrzu w linii przymostkowej lewej, a także przyśrodkowo od uderzenia koniuszkowego serca, przy jednoczesnym wyczuwalnym małym tętnie na obu tętnicach promieniowych. Objaw jest obserwowany kilka dni po rozległym zawale serca powikłanym tętniakiem przedniej ściany lewej komory serca. Widoczny jest najlepiej, gdy leżącego na plecach pacjenta obserwuje się stojąc po jego prawej stronie lub za jego głową.